# Henrique de Meneses
Henrique de Meneses (Lisboa, ca. 1496 — Cananor (estado de Kerala, India), 2 de febrero de 1526), segundo señor de Louriçal, fue un militar y administrador colonial portugués, 7.º gobernador de la India portuguesa, cargo que desempeñó desde 1524 hasta su muerte en 1526.

## Carrera militar
Como militar, destacó en la conquista de Azamor (norte de Marruecos) en 1513 y en la derrota infligida a Almandarim.